# Liga de Campeones de la OFC 2015
La Liga de Campeones de la OFC 2015, por razones de patrocinicio 2015 Fiji Airways OFC Champions League, fue la decimocuarta edición del máximo torneo a nivel de clubes de Oceanía. Fue la segunda edición que contó con 12 participantes y la tercera en la que se disputó una fase preliminar entre los campeones de las Islas Cook, Samoa, Samoa Americana y Tonga. Auckland City, que obtuvo su séptimo título, clasificó a la Copa Mundial de Clubes de la FIFA 2015.
Todo el torneo tuvo lugar en Fiyi, a diferencia de la edición anterior en la que solamente la fase de grupos se disputó en suelo fiyiano. Se disputó entre el 11 y el 26 de abril. En esta ocasión, el Govind Park de Ba y el National Stadium de Suva fueron las sedes.
Participaron el Suva y el Ba de Fiyi; el Auckland City y el Team Wellington neozelandeses; el Pirae y el Tefana de la Polinesia Francesa; el Tafea y el Amicale vanatuenses; el Western United de las Islas Salomón; el Gaïtcha neocaledonio; el Hekari United, campeón de la liga de Papúa Nueva Guinea; y el Lupe ole Soaga de Samoa, que derrotó en la fase preliminar al Puaikura de las Islas Cook, el SKBC de Samoa Americana y el Lotaha'apai de Tonga. De los 12 clubes, el Suva, el Team Wellington, el Gaïtcha y el Lupe Ole Soaga realizaron su debut en la competición oceánica.

## Equipos participantes
| País                               | Equipo                        | Vía de clasificación                                                                         |
| ---------------------------------- | ----------------------------- | -------------------------------------------------------------------------------------------- |
| Fiyi 2 cupos                       | Suva Ba                       | Campeón de la Liga Nacional de Fiyi 2014 Subcampeón de la Liga Nacional de Fiyi 2014         |
| Nueva Zelanda 2 cupos              | Auckland City Team Wellington | Campeón ASB Premiership 2013/14 Segundo fase regular ASB Premiership 2013/14                 |
| Tahití 2 cupos                     | Pirae Tefana                  | Campeón Primera División de Tahití 2014 Primero fase regular Primera División de Tahití 2015 |
| Vanuatu 2 cupos                    | Tafea Amicale                 | Campeón Primera División de Vanuatu 2014 Subcampeón Primera División de Vanuatu 2014         |
| Islas Salomón 1 cupo               | Western United                | Campeón Telekom S-League 2014/15                                                             |
| Nueva Caledonia 1 cupo             | Gaïtcha                       | Campeón Superliga de Nueva Caledonia 2013                                                    |
| Papúa Nueva Guinea 1 cupo          | Hekari United                 | Primero fase regular Telikom National League 2013/14                                         |
| Islas Cook 1 cupo fase previa      | Puaikura                      | Campeón Primera División de las Islas Cook 2013                                              |
| Samoa 1 cupo fase previa           | Lupe ole Soaga                | Campeón Liga Nacional de Samoa 2012/13                                                       |
| Samoa Americana 1 cupo fase previa | SKBC                          | Campeón Liga de Fútbol FFAS 2013                                                             |
| Tonga 1 cupo fase previa           | Lotoha'apai                   | Campeón Primera División de Tonga 2013                                                       |

## Fase preliminar
Se jugó entre el 7 y el 11 de octubre de 2014. El Lupe ole Soaga clasificó a la fase de grupos.
| Pos. | Equipo                 | Pts. | PJ | G | E | P | GF | GC | Dif. | Clasificación              |
| ---- | ---------------------- | ---- | -- | - | - | - | -- | -- | ---- | -------------------------- |
| 1    | Lupe ole Soaga (H)     | 9    | 3  | 3 | 0 | 0 | 10 | 2  | +8   | Avanza a la fase de grupos |
| 2    | Puaikura (E)           | 4    | 3  | 1 | 1 | 1 | 4  | 4  | 0    |                            |
| 3    | Lotoha'apai United (E) | 3    | 3  | 1 | 0 | 2 | 4  | 3  | +1   |                            |
| 4    | SKBC (E)               | 1    | 3  | 0 | 1 | 2 | 2  | 11 | −9   |                            |

 Fuente: OFC
| 7 de octubre de 2014, 16:30 | SKBC     | 1:1 (0:1) | Puaikura        | Estadio JS Blatter, Apia    |                             |
|                             | Kang 90' | Reporte   | Pennycook 45+1' | Árbitro(s): Ravitesh Behari | Árbitro(s): Ravitesh Behari |

| 7 de octubre de 2014, 19:00 | Lotoha'apai | 0:1 (0:0) | Lupe ole Soaga | Estadio JS Blatter, Apia   |                            |
|                             |             | Reporte   | Gosche 83'     | Árbitro(s): Robinson Banga | Árbitro(s): Robinson Banga |

| 9 de octubre de 2014, 16:30 | SKBC     | 1:4 (0:2) | Lotoha'apai                                            | Estadio JS Blatter, Apia |                       |
|                             | Kang 81' | Reporte   | Uhatahi 4' (pen.) 81' (pen.) · Mafi 32' · Maamaloa 56' | Árbitro(s): Amos Anio    | Árbitro(s): Amos Anio |

| 9 de octubre de 2014, 19:00 | Lupe ole Soaga               | 3:2 (2:2) | Puaikura               | Estadio JS Blatter, Apia |                          |
|                             | Malo 8' 45+4' · Setefano 75' | Reporte   | Kelly 9' · Tiputoa 10' | Árbitro(s): Gerald Oiaka | Árbitro(s): Gerald Oiaka |

| 11 de octubre de 2014, 16:30 | Puaikura  | 1:0 (0:0) | Lotoha'apai | Estadio JS Blatter, Apia |                          |
|                              | Kelly 83' | Reporte   |             | Árbitro(s): Gerald Oiaka | Árbitro(s): Gerald Oiaka |

| 11 de octubre de 2014, 19:00 | Lupe ole Soaga                                            | 6:0 (1:0) | SKBC | Estadio JS Blatter, Apia   |                            |
|                              | Malo 21' 48' 53' · Toni 77' · Gosche 81' · Setefano 90+4' | Reporte   |      | Árbitro(s): Robinson Banga | Árbitro(s): Robinson Banga |

## Fase de grupos

### Grupo A
| Pos. | Equipo             | Pts. | PJ | G | E | P | GF | GC | Dif. | Clasificación            |
| ---- | ------------------ | ---- | -- | - | - | - | -- | -- | ---- | ------------------------ |
| 1    | Ba (H)             | 9    | 3  | 3 | 0 | 0 | 8  | 1  | +7   | Avanza a las Semifinales |
| 2    | Gaïtcha            | 6    | 3  | 2 | 0 | 1 | 13 | 6  | +7   | Avanza a las Semifinales |
| 3    | Pirae (E)          | 1    | 3  | 0 | 1 | 2 | 5  | 10 | −5   |                          |
| 4    | Lupe ole Soaga (E) | 1    | 3  | 0 | 1 | 2 | 5  | 14 | −9   |                          |

 Fuente: OFC

#### Resultados
| 11 de abril de 2015, 16:30 | Pirae                               | 3:3 (3:1) | Lupe ole Soaga                     | Govind Park, Ba            |                            |
|                            | Warren 2' · Tavanae 16' · Tehau 23' | Reporte   | Gannon 8' · Ataga 58' · Gosche 69' | Árbitro(s): Robinson Banga | Árbitro(s): Robinson Banga |

| 11 de abril de 2015, 19:00 | Ba                               | 3:0 (2:0) | Gaïtcha | Govind Park, Ba          |                          |
|                            | Zahid 21' · Tiwa 33' · Waran 88' | Reporte   |         | Árbitro(s): Nick Waldron | Árbitro(s): Nick Waldron |

| 14 de abril de 2015, 16:30 | Lupe ole Soaga | 1:3 (1:1) | Ba               | Govind Park, Ba         |                         |
|                            | Malo 37'       |           | Waqa 32' 46' 53' | Árbitro(s): Albert Maru | Árbitro(s): Albert Maru |

| 14 de abril de 2015, 19:00 | Gaïtcha                                                 | 5:2 (3:0) | Pirae                      | Govind Park, Ba            |                            |
|                            | Wakanumune 24' · Wajoka 37' 66' · Drawilo 43' · Kai 85' |           | 49' Vaki · 88' Tinirauarii | Árbitro(s): Robinson Banga | Árbitro(s): Robinson Banga |

| 18 de abril de 2015, 16:30 | Gaïtcha                                                                                          | 8:1 (3:1) | Lupe ole Soaga | Govind Park, Ba          |                          |
|                            | Pawami 8' · Wajoka 9' · Kai 45' (pen.) 79' (pen.) · Toto 49' · Sansot 51' · Ouka 52' · Kaqea 88' |           | 5' Toni        | Árbitro(s): Nick Waldron | Árbitro(s): Nick Waldron |

| 18 de abril de 2015, 19:00 | Pirae | 0:2 (0:1) | Ba           | Govind Park, Ba            |                            |
|                            |       |           | 15' 55' Waqa | Árbitro(s): Robinson Banga | Árbitro(s): Robinson Banga |

### Grupo B
| Pos. | Equipo             | Pts. | PJ | G | E | P | GF | GC | Dif. | Clasificación            |
| ---- | ------------------ | ---- | -- | - | - | - | -- | -- | ---- | ------------------------ |
| 1    | Auckland City      | 9    | 3  | 3 | 0 | 0 | 9  | 0  | +9   | Avanza a las Semifinales |
| 2    | Amicale (E)        | 6    | 3  | 2 | 0 | 1 | 4  | 5  | −1   |                          |
| 3    | Suva (H, E)        | 3    | 3  | 1 | 0 | 2 | 5  | 7  | −2   |                          |
| 4    | Western United (E) | 0    | 3  | 0 | 0 | 3 | 1  | 7  | −6   |                          |

 Fuente: OFC

#### Resultados
| 11 de abril de 2015, 16:30 | Auckland City                                  | 3:0 (1:0) | Suva | ANZ Stadium, Suva           |                             |
|                            | Browne 12' (pen.) · Burfoot 64' · McGeorge 86' | Reporte   |      | Árbitro(s): Nortbert Hauata | Árbitro(s): Nortbert Hauata |

| 11 de abril de 2015, 19:00 | Western United | 0:1 (0:0) | Amicale     | ANZ Stadium, Suva        |                          |
|                            |                | Reporte   | Magnoni 49' | Árbitro(s): Salesh Chand | Árbitro(s): Salesh Chand |

| 14 de abril de 2015, 16:30 | Auckland City             | 3:0 (0:0) | Western United | ANZ Stadium, Suva |  |
|                            | White 67' 87' · Iwata 73' |           |                |                   |  |

| 14 de abril de 2015, 19:00 | Amicale                               | 3:2 (1:1) | Suva                        | ANZ Stadium, Suva |  |
|                            | Vakatalesau 16' 47' · Masauvakalo 90' |           | 37' Chand · 69' Navunigasau |                   |  |

| 18 de abril de 2015, 16:30 | Suva                             | 3:1 (2:0) | Western United | ANZ Stadium, Suva |  |
|                            | Adrián 36' · Aman 42' · Rabo 84' |           | Nawo 54'       |                   |  |

| 18 de abril de 2015, 19:00 | Amicale | 0:3 (0:1) | Auckland City           | ANZ Stadium, Suva |  |
|                            |         |           | João Moreira 3' 56' 64' |                   |  |

### Grupo C
| Pos. | Equipo            | Pts. | PJ | G | E | P | GF | GC | Dif. | Clasificación            |
| ---- | ----------------- | ---- | -- | - | - | - | -- | -- | ---- | ------------------------ |
| 1    | Team Wellington   | 9    | 3  | 3 | 0 | 0 | 7  | 3  | +4   | Avanza a las Semifinales |
| 2    | Hekari United (E) | 6    | 3  | 2 | 0 | 1 | 6  | 6  | 0    |                          |
| 3    | Tafea (E)         | 1    | 3  | 0 | 1 | 2 | 5  | 7  | −2   |                          |
| 4    | Tefana (E)        | 1    | 3  | 0 | 1 | 2 | 4  | 6  | −2   |                          |

 Fuente: OFC

#### Resultados
| 12 de abril de 2015, 16:30 | Tafea           | 2:3 (0:2) | Hekari United                       | ANZ Stadium, Suva |                  |
|                            | Kaltack 61' 90' |           | Ifunaoa 2' · Semmy 11' · Maemae 53' | Árbitro(s): [[]]  | Árbitro(s): [[]] |

| 12 de abril de 2015, 19:00 | Team Wellington          | 2:1 (1:1) | Tefana             | ANZ Stadium, Suva       |                         |
|                            | Corrales 36' · Smith 67' |           | O'Keefe 44' (a.g.) | Árbitro(s): Nelson Sogo | Árbitro(s): Nelson Sogo |

| 15 de abril de 2015, 16:30 | Hekari United | 0:2 (0:2) | Team Wellington          | ANZ Stadium, Suva          |                            |
|                            |               |           | Corrales 22' · Smith 45' | Árbitro(s): Norbert Hauata | Árbitro(s): Norbert Hauata |

| 15 de abril de 2015, 19:00 | Tefana    | 1:1 (0:1) | Tafea       | ANZ Stadium, Suva        |                          |
|                            | Tchen 85' |           | Kaltack 36' | Árbitro(s): Salesh Chand | Árbitro(s): Salesh Chand |

| 17 de abril de 2015, 16:30 | Tefana                         | 2:3 (1:2) | Hekari United                         | ANZ Stadium, Suva       |                         |
|                            | Tchen 35' (pen.) · Tinorua 48' |           | Ifunaoa 13' · Aengari 45' · Semmy 57' | Árbitro(s): George Time | Árbitro(s): George Time |

| 17 de abril de 2015, 19:00 | Tafea                      | 2:3 (1:1) | Team Wellington                         | ANZ Stadium, Suva |                  |
|                            | Kaltack 28' · Nicholls 56' |           | Robertson 19' · Smith 53' · Gwyther 82' | Árbitro(s): [[]]  | Árbitro(s): [[]] |

### Mejor segundo
| Pos. | Grp. | Equipo            | Pts. | PJ | G | E | P | GF | GC | Dif. | Clasificación            |
| ---- | ---- | ----------------- | ---- | -- | - | - | - | -- | -- | ---- | ------------------------ |
| 1    | A    | Gaïtcha           | 6    | 3  | 2 | 0 | 1 | 13 | 6  | +7   | Avanza a las Semifinales |
| 2    | C    | Hekari United (E) | 6    | 3  | 2 | 0 | 1 | 6  | 6  | 0    |                          |
| 3    | B    | Amicale (E)       | 6    | 3  | 2 | 0 | 1 | 4  | 5  | −1   |                          |

 Fuente: OFC

## Fase final
|  | Semifinales                | Semifinales     | Semifinales              |                 |                          | Final         | Final | Final |  |
|  |                            |                 |                          |                 |                          |               |       |       |  |
|  |                            |                 |                          |                 |                          |               |       |       |  |
|  | Bandera de Nueva Caledonia | Gaïtcha         | 0                        |                 |                          |               |       |       |  |
|  | Bandera de Nueva Caledonia | Gaïtcha         | 0                        |                 |                          |               |       |       |  |
|  | Bandera de Nueva Zelanda   | Auckland City   | 1                        |                 |                          |               |       |       |  |
|  | Bandera de Nueva Zelanda   | Auckland City   | 1                        |                 | Bandera de Nueva Zelanda | Auckland City | 1 (4) |       |  |
|  |                            |                 |                          |                 | Bandera de Nueva Zelanda | Auckland City | 1 (4) |       |  |
|  |                            |                 | Bandera de Nueva Zelanda | Team Wellington | 1 (3)                    |               |       |       |  |
|  | Bandera de Fiyi            | Ba              | Bandera de Nueva Zelanda | Team Wellington | 1 (3)                    | 0             |       |       |  |
|  | Bandera de Fiyi            | Ba              |                          |                 |                          | 0             |       |       |  |
|  | Bandera de Nueva Zelanda   | Team Wellington | 2                        |                 |                          |               |       |       |  |
|  | Bandera de Nueva Zelanda   | Team Wellington | 2                        |                 |                          |               |       |       |  |
|  |                            |                 |                          |                 |                          |               |       |       |  |

### Semifinales
| 21 de abril de 2015, 15:30 | Gaïtcha | 0:1 (0:0) | Auckland City | ANZ Stadium, Suva           |                             |
|                            |         |           | Đorđević 72'  | Árbitro(s): Ravitesh Behari | Árbitro(s): Ravitesh Behari |

| 21 de abril de 2015, 19:00 | Ba | 0:2 (0:2) | Team Wellington | ANZ Stadium, Suva          |                            |
|                            |    |           | Gwyther 11' 16' | Árbitro(s): Norbert Hauata | Árbitro(s): Norbert Hauata |

### Final
| 26 de abril de 2015, 19:00 | Auckland City                                 | 1:1 (1:0/1:1) (4:3 p.)     | Team Wellington                                 | ANZ Stadium, Suva          |                            |
|                            | João Moreira 14' (pen.)                       |                            | Hogg 79'                                        | Árbitro(s): Norbert Hauata | Árbitro(s): Norbert Hauata |
|                            |                                               | Tiros desde el punto penal |                                                 |                            |                            |
|                            | Dordevic · Berlanga · McGeorge · Browne · Kim |                            | Feneridis · Corrales · Peverley · Gulley · Hogg |                            |                            |

| Bandera de Nueva Zelanda        |
| Campeón Auckland City 7º título |

## Estadísticas

### Goleadores
| Jugador            | Equipo          | Goles |
| ------------------ | --------------- | ----- |
| Saula Waqa         | Ba              | 5     |
| Jean Kaltack       | Tafea           | 4     |
| João Moreira       | Auckland City   | 4     |
| Michael Gwyther    | Team Wellington | 3     |
| Bertrand Kaï       | Gaïtcha         | 3     |
| Jarrod Smith       | Team Wellington | 3     |
| Jean-Christ Wajoka | Gaïtcha         | 3     |

### Tabla acumulada
| Equipo | Equipo          | Pts | PJ | PG | PE | PP | GF | GC | Dif | Rend  |
| ------ | --------------- | --- | -- | -- | -- | -- | -- | -- | --- | ----- |
| 1      | Auckland City   | 13  | 5  | 4  | 1  | 0  | 11 | 1  | 10  | 86,6% |
| 2      | Team Wellington | 13  | 5  | 4  | 1  | 0  | 10 | 4  | 6   | 86,6% |
| 3      | Ba              | 9   | 4  | 3  | 0  | 1  | 8  | 3  | 5   | 75%   |
| 4      | Gaïtcha         | 6   | 4  | 2  | 0  | 2  | 13 | 7  | 6   | 50%   |
| 5      | Hekari United   | 6   | 3  | 2  | 0  | 1  | 6  | 6  | 0   | 66,6% |
| 6      | Amicale         | 6   | 3  | 2  | 0  | 1  | 4  | 5  | -1  | 66,6% |
| 7      | Suva            | 3   | 3  | 1  | 0  | 2  | 5  | 7  | -2  | 33,3% |
| 8      | Tafea           | 1   | 3  | 0  | 1  | 2  | 5  | 7  | -2  | 11,1% |
| 9      | Tefana          | 1   | 3  | 0  | 1  | 2  | 4  | 6  | -2  | 11,1% |
| 10     | Pirae           | 1   | 3  | 0  | 1  | 2  | 5  | 10 | -5  | 11,1% |
| 11     | Lupe ole Soaga  | 1   | 3  | 0  | 1  | 2  | 5  | 14 | -9  | 11,1% |
| 12     | Western United  | 0   | 3  | 0  | 0  | 3  | 1  | 7  | -6  | 0%    |